# Laura Guggenbühl
Pour les articles homonymes, voir Guggenbühl.
Laura Guggenbühl (18 novembre 1901 — 8 mars 1985) est une mathématicienne américaine, connue pour son travail en géométrie triangulaire et en histoire des mathématiques. Elle est l'une des premières femmes aux États-Unis à obtenir un doctorat en mathématiques.

## Biographie
Laura Guggenbühl est née à New York. Elle est la fille de Fritz Guggenbühl et d'Emma Marie née Wildhaber, tous deux immigrés de Suisse et qui se sont rencontrés et mariés en Amérique. Elle a un frère aîné, Frederick, qui devient médecin. Son père est d'abord boucher, puis il ouvre une boulangerie en 1910, et la famille vit à Manhattan. Elle fait ses études au Hunter College qui est alors un collège féminin, et elle fait partie des clubs de basket et de mathématiques universitaires. Elle est très active dans le club de mathématiques, et crée une section Problèmes dès sa deuxième année d'études. Elle participe à des écoles d'été à Columbia en 1920 et à l'université de New York en 1921, puis elle est diplômée en mathématiques en 1922. Elle est assistante au Hunter College tout en poursuivant ses études à Bryn Mawr College de 1923 à 1926. Elle obtient une maîtrise en 1924, puis reste à Bryn Mawr comme fellow en résidence. Elle revient à Hunter College en 1926 comme assistante, poste qu'elle conserve jusqu'en 1932. Elle soutient sa thèse intitulée An Integral Equation with an Associated Integral Condition, dirigée par Anna Johnson Pell Wheeler en 1927. Elle obtient un poste d'enseignante titulaire à Hunter College en 1932, d'abord comme professeure assistants jusqu'en 1959, puis elle est promue professeur agrégée. Elle prend sa retraite académique en 1972. Elle reste active pour les collectes de fonds et dans l'association des anciennes élèves de Hunter. Elle passe ses dernières années à White Plains, où vivent son frère et sa belle-sœur. Elle meurt le 8 mars 1985, au cours d'une croisière autour du monde, sur le Queen Elizabeth 2, peu de temps après avoir quitté Hong Kong.

## Activités institutionnelles et éditoriales
Laura Guggenbühl représente Hunter College à plusieurs rencontres du Congrès international des mathématiciens : Zurich (1932), Amsterdam (1954), Stockholm (1962), Moscou (1966) ou encore Nice (1970). Elle a publié plusieurs travaux sur l'histoire des mathématiques, notamment des notices biographiques d'Henri Brocard et de Karl Wilhelm Feuerbach dans le Dictionary of Scientific Biography,, une soixantaine de recensions d'articles dans la Mathematical Reviews, en géométrie élémentaire, et particulièrement en géométrie triangulaire, et sur le papyrus mathématique Rhind. Elle est membre de la New York Academy of Sciences.

## Publications
- « An Integral Equation with an Associated Integral Condition », Bryn Mawr College, 1927, 17 p. DOI 10.2307/1967978.
- « Henry Brocard and the Geometry of the Triangle », Mathematical Gazette, 1953, vol. 37, p. 241-243 DOI 10.2307/3610034.
- « The New York Fragments of the Rhind Mathematical Papyrus », The Mathematics Teacher, 1964, vol. 57, no 6, p. 406-410 [lire en ligne].
- « Mathematics in Ancient Egypt: A checklist (1930 to 1965) », The Mathematics Teacher, 1965, vol. 58, no 7, p. 630-634 [lire en ligne].
- [compte rendu] « Rereading Rhind », Isis, 1973, 64: 533,4 DOI 10.1086/351182.